# Rally van Sardinië 2020
De Rally van Sardinië 2020, formeel 17º Rally d'Italia Sardegna, was de 17e editie van de rally van Sardinië en de zesde ronde van het wereldkampioenschap rally in 2020. Het was de 602e rally in het wereldkampioenschap rally die georganiseerd wordt door de Fédération Internationale de l'Automobile (FIA). De start en finish was in Alghero.